# República (Zenón)
La Republica fue una obra escrita por Zenón de Citio, el fundador de la filosofía estoica a principios del siglo III a. C. Aunque no ha sobrevivido, fue su obra más famosa, y escritores posteriores conservaron varias citas y paráfrasis. El propósito del trabajo era delinear la sociedad ideal basada en principios estoicos, donde hombres y mujeres virtuosos vivirían una vida de simple ascetismo en una sociedad igualitaria.

## Contenido
Escrito, al parecer, en oposición consciente a la   República de Platón, La "República" de Zenón ("politeia") esbozó los principios de un  estado ideal escrito desde el punto de vista de la filosofía estoica primitiva. El trabajo no ha sobrevivido; pero fue ampliamente conocido en la antigüedad y se sabe más sobre él que cualquiera de sus otras obras. Plutarch proporciona un resumen de su intención:

Es cierto que la tan admirada República de Zenón, primer autor de la secta estoica, apunta únicamente a esto, que ni en las ciudades ni en los pueblos debemos vivir bajo leyes distintas unas de otras, sino que debemos considerar a todas las personas en general como nuestros compatriotas y conciudadanos, observando una forma de vida y una clase de orden, como un rebaño que se alimenta con iguales derechos en un solo prado común. Este Zenón escribió, imaginándose, como en un sueño, un cierto esquema de orden civil y la imagen de una comunidad filosófica.

A partir de los comentarios de Plutarch, no resulta obvio si él mismo había leído la obra. Una persona que lo había leído era "Casio el Escéptico", cuya polémica escrita contra la "República" de Zenón está parafraseada por Diógenes Laercio:
"Algunos hay, y entre ellos Casio el Escéptico y sus discípulos, que acusan a Zenón extensamente. Su primer recuento es que al comienzo de su "República" declaró inútil la educación ordinaria: el siguiente es que aplica a todos los hombres que no son virtuosos los oprobiosos epítetos de  foemen, enemigos, esclavos y extranjeros entre sí, de padres a hijos, de hermanos a hermanos, de amigos a amigos. De nuevo, en la "República", haciendo un contraste odioso, declara que sólo los buenos son verdaderos ciudadanos o amigos o parientes u hombres libres; y en consecuencia, en opinión de los estoicos, padres e hijos son enemigos, no siendo sabios. Nuevamente, se objeta, en que la "República" establece una comunidad de esposas, y en la línea 200 prohíbe la construcción de templos, tribunales de justicia y gimnasios en las ciudades; mientras que en lo que respecta a una moneda, escribe que no debemos pensar que sea necesario introducirla ni con fines de cambio ni para viajar al extranjero. Además, pide a hombres y mujeres que usen el mismo vestido y no cubran por completo ninguna parte del cuerpo."
Más adelante, Laërtius hace algunos comentarios adicionales que también parecen ser del mismo trabajo de Cassius:

Además, dicen que el sabio sentirá afecto por los jóvenes que por su rostro muestran una dote natural para la virtud. Entonces Zeno en su "República". También es su doctrina que entre los sabios debe haber una comunidad de esposas con libre elección de socios, como dice Zenón en su "República" y Crisipo en su tratado "Sobre la República", En tales circunstancias, sentiremos afecto paterno por todos los niños por igual y se acabarán los celos derivados del adulterio.

Estas paráfrasis de Cassius no son un resumen neutral de la "República", su propósito parece ser describir todas las doctrinas en la obra que encontró impactantes. Estos incluyen la denuncia de Zeno de la educación general; su exhortación de que sólo los virtuosos pueden ser considerados verdaderos ciudadanos; su opinión de que hombres y mujeres deben usar la misma ropa; y la idea de que "debería haber una comunidad de esposas", que en la práctica parece haber significado "no reconocer otra forma de matrimonio que la unión del hombre que vive libremente con una mujer que consiente".
Otros escritores conservan algunas otras declaraciones de la "República". Aprendemos de Laërtius que Zenón declaró que el hombre sabio se casará y tendrá hijos, y varios escritores mencionan la opinión de Zenón de que no hay necesidad de construir templos para los dioses, "porque un templo que no vale mucho tampoco es sagrado, y no se hace nada" por constructores o obreros vale mucho". Athenaeus también conserva una cita sobre la necesidad de que una ciudad se construya sobre el principio del amor:

Y Poniano dijo que Zenón de Citium pensaba que el  Amor era el Dios de la amistad y la libertad y el autor de la concordia entre las personas, pero nada más. Por lo tanto, dice en su "República", que "el amor es un Dios, que coopera para garantizar la seguridad de la ciudad".

## Recepción
La "República" de Zenón parece haber sido vista con cierta vergüenza por algunos de los estoicos posteriores. Esto no ayudó cuando Crisipo de Solos, el sucesor más ilustre de Zenón como el  director de la escuela estoica, escribió su propio tratado "Sobre la República" (probablemente un comentario sobre la obra de Zenón), en que (entre muchas otras cosas) defendió tanto el incesto como el canibalismo. Es poco probable que Crisipo instara a la adopción de tales comportamientos; Crisipo probablemente estaba respondiendo a las críticas de que en una sociedad que practica el amor libre, en la que la gente a menudo no sabía quiénes eran sus parientes, ocurrían sin querer casos raros de incesto; su discusión sobre el canibalismo está probablemente relacionada con el desprecio estoico por los cadáveres como una cáscara vacía. Sin embargo, estos puntos proporcionaron munición adicional para aquellas personas que deseaban atacar tanto a Zenón como al estoicismo en general. Algunos culparon a la influencia que Crates of Thebes, el famoso  Cínico filósofo y maestro de Zenón, pudo haber tenido cuando escribió la  República : se bromeó que Zenón " lo había escrito en la cola del perro ". En el siglo I a. C., hubo un intento entre los estoicos de restar importancia a la participación que la filosofía cínica había jugado en el desarrollo del estoicismo temprano; se decía que Zenón era "joven e irreflexivo" cuando escribió su "República". También se dijo que "por Zenón se escribieron cosas que ellos [los estoicos] no permiten fácilmente que los discípulos lean, sin que primero den prueba de si son o no filósofos genuinos". Independientemente de estos puntos de vista, está claro que Zenón fue uno de los primeros filósofos en una larga tradición iniciada por Platón de representar una sociedad ideal para comprender los principios éticos.

## Otras lecturas
- Dawson, Doyne (1992). Cities of the Gods: Communist Utopias in Greek Thought. Oxford University Press.
- Schofield, Malcolm (1991). The Stoic Idea of the City. Cambridge University Press.

- Datos: Q3625645